# Eusarsiella donabbotti
Eusarsiella donabbotti is een mosselkreeftjessoort uit de familie van de Sarsiellidae. De wetenschappelijke naam van de soort is voor het eerst geldig gepubliceerd in 1989 door Cohen.